# Jurij Mihevec
Jurij Mihevec, connu sous le nom de Georg Micheuz en allemand et de Georges Micheuz en français, né à Laibach le 22 mars 1805 et mort à Mennecy le 31 août 1882, est un pianiste et compositeur carnolien, considéré comme l'un des premiers à avoir « préparé le chemin pour l'opéra slovène ».

## Biographie
Après avoir pris des cours de piano pendant sa jeunesse, il entame des études de droit à Vienne, où il est mis en rapport avec Beethoven et finit par s'adonner entièrement à la musique. En 1826, il donne à Vienne trois opéras sur des livrets allemands, Un domestique infidèle, L'Enfant de la fée et La Cure radicale, qui remportent un certain succès. Au cours des années suivantes, il donne encore trois autres opéras, Jeu de rimes en 1827, Les Planètes en 1833, et Le Masque en 1840. Il se rend ensuite en Hongrie, où il compose divers morceaux sur des sujets nationaux. 
En 1845, il se fixe à Paris, où il vit modestement en faisant paraître des chansons et des morceaux pour piano. Il donne aussi des cours de musique. Il meurt à l'âge de 77 ans, chez une de ses élèves, la comtesse de Vaucouleurs, au château de Villeroy à Mennecy.